# Tyrkisk Wikipedia
Tyrkisk Wikipedia (tyrkisk: Türkçe Vikipedi,  dansk: den tyrkisksprogede Wikipedia) er den tyrkisksprogede  version af det verdensomspændende encyklopædi-projekt Wikipedia. Tyrkisk Wikipedia blev lanceret i december 2002.
Pr. fredag den 28. marts 2025 har den tyrkisksprogede Wikipedia 631.602 artikler, 2.661 aktive bidragydere og 23 administratorer.
Den 29. april 2017 blokerede den tyrkiske stat adgangen til Wikipedia. Årsagen til blokeringen er ikke offentliggjort, men det menes, at den tyrkiske regering vil hindre adgang til artikler med kritik af den tyrkiske indblanding i den syriske borgerkrig, herunder samarbejde mellem Tyrkiet og Islamisk Stat.